# Bitwa w Zatoce Kilońskiej
Bitwa w Zatoce Kilońskiej (znana również jako bitwa morska pod Kolberger Heide) – starcie zbrojne, które miało miejsce 11 lipca (1 lipca) 1644 roku podczas wojny duńsko-szwedzkiej 1643–1645 toczonej w ramach ogólnoeuropejskich zmagań wojny trzydziestoletniej.
Bitwa została stoczona przez duńską flotę (40 okrętów i 927 dział), dowodzoną przez Görana Winda (okręt flagowy - 48 działowy liniowiec Patientia), przy asyście Grabowa i króla Danii Chrystiana IV, oraz szwedzką flotę (34 okręty, 1018 dział i 7 branderów) dowodzoną przez Klasa Fleminga (okręt flagowy – 68 działowy liniowiec Krona), przy asyście Ulfsparre'a i Bjelkenstjerny. Duńska flota płynęła ze wschodu, a szwedzka przeciwnie, z zachodu. Obie floty spotkały się na północ od niemieckiej wyspy Fehmarn (Femern). Szwedzi wykonali zwrot i pożeglowali na południe zachodniego wybrzeża wyspy Fehmarn, gdzie roiło się od zdradliwych płycizn. Duńczycy postępowali za Szwedami, ale bardziej oddaleni od brzegu wyspy. W miarę trwania bitwy obie floty obróciły się pod wiatr, na północ a następnie z powrotem na południowy wschód wyspy Langeland. W miarę jak obie strony zbliżały się do wyspy Lolland, Szwedzi dokonali zwrotu na południe i w końcu wpłynęli do Zatoki Kilońskiej, podczas gdy Duńczycy kontynuowali rejs w kierunku południowo-wschodni i zakotwiczyli na wschód od wyspy Fehmarn. Żadna ze stron nie straciła okrętu. Duńczycy stracili 37 zabitych (wśród nich wódz floty Göran Wind) i 170 rannych, a Szwedzi – 32 zabitych i 69 rannych. W bitwie tej po stronie szwedzkiej walczył przyszły słynny wódz francuski Abraham Duquesne.
Bitwa właściwie była nierozstrzygnięta, jednak powszechnie uważa się, że była ona zwycięstwem floty duńskiej, która zablokowała okręty szwedzkie w Zatoce Kilońskiej, uniemożliwiając nieprzyjacielowi atak na wyspy duńskie.
W bitwie wielką odwagą osobistą popisał się król Danii Chrystian IV. W ogniu walki szwedzki pocisk działowy doprowadził do eksplozji, w wyniku której odłamki drewna i metalu raniły króla w trzynastu miejscach, oślepiając go na jedno oko. Król jednak nie zważał na rany, szybko się pozbierał i dalej uczestniczył w bitwie, zagrzewając swych poddanych do walki.